# توماس گارگاس
توماس گارگاس (انگلیسی: Thomas Garrigus؛ ۹ نوامبر ۱۹۴۶ – ۲۹ دسامبر ۲۰۰۶) پرسنل نظامی اهل ایالات متحده آمریکا بود.